# Наттай (национальный парк)
Национальный парк Наттай (англ. Nattai National Park) — природоохранная зона в австралийском штате Новый Южный Уэльс, регионе Голубые горы.
Национальный парк Наттай находится в горном регионе «Голубые горы», объявленном в 2000 году Всемирным наследием ЮНЕСКО, в 100 километрах к юго-западу от Сиднея. Также на юго-западе примыкает к территории национального парка Голубые горы. Ближайший населённый пункт — находящийся в 15 километрах к северо-востоку город Кемден. Отсюда можно добраться до Наттая по грунтовой дороге.
Парк был основан в 1991 году с целью сохранения уникальных, украшенных утёсами из песчаника природных ландшафтов по обе стороны реки Наттай. Он находится также в зоне озера Буррагоранг, являющегося одним из основных источников обеспечения городской агломерации Сиднея питьевой водой.
На территории парка разбросаны многочисленные лесные массивы, главным образом из твердолистных эвкалиптов, в увлажнённых нишах по границам возвышенности лежат участки, покрытые тропическим лесом. Богатейшую растительность Наттая населяют редкие виды животных, такие как золотистая литория, буроголовый какаду, кистехвостый скальный кенгуру, пятнистохвостая сумчатая куница, коалы и многие другие.
Единственное обустроенное место парковки и отдыха на территории Наттая — Wollondilly Lookout, однако туристам разрешается разбивать палатки на его территории везде, кроме полосы шириной в 3 километра вдоль озера Буррагоранг.